# 桜井村 (茨城県)
桜井村（さくらいむら）は茨城県猿島郡に属していた村。

## 地理
現在の古河市の南部、旧総和町の南東部に位置する。
- 河川 - 宮戸川

## 歴史
村名はかつて存在した桜井郷に由来する。

### 沿革
- 1889年（明治22年）4月1日 - 町村制施行により、下大野村、柳橋村、久能村、葛生村（かずろうむら）、高野村が合併し西葛飾郡桜井村が成立する。
- 1896年（明治29年）3月29日 - 西葛飾郡と猿島郡が統合し猿島郡となる。
- 1955年（昭和30年）3月16日 - 香取村、勝鹿村、岡郷村と合併し総和村となる。同日桜井村廃止。
- 1968年（昭和43年）1月1日 - 総和村が町制施行し総和町となる。
- 2005年（平成17年）9月12日 - 総和町が古河市、三和町と合併し新古河市となる。

変遷表
| 1868年 以前         | 1868年 以前 | 1868年 以前 | 明治22年 4月1日 | 明治29年 3月29日 | 明治29年 3月29日 | 昭和30年 3月16日 | 昭和43年 1月1日 | 平成17年 9月12日 | 現在   |
| ------------------- | ----------- | ----------- | --------------- | ---------------- | ---------------- | ---------------- | --------------- | ---------------- | ------ |
| 葛飾郡 （西葛飾郡） |             | 高野村      | 桜井村          | 猿島郡 に編入    | 桜井村           | 総和村           | 町制            | 古河市           | 古河市 |
| 葛飾郡 （西葛飾郡） | 久能村      |             | 桜井村          | 猿島郡 に編入    | 桜井村           | 総和村           | 町制            | 古河市           | 古河市 |
| 葛飾郡 （西葛飾郡） | 柳橋村      |             | 桜井村          | 猿島郡 に編入    | 桜井村           | 総和村           | 町制            | 古河市           | 古河市 |
| 葛飾郡 （西葛飾郡） | 葛生村      |             | 桜井村          | 猿島郡 に編入    | 桜井村           | 総和村           | 町制            | 古河市           | 古河市 |
| 葛飾郡 （西葛飾郡） | 下大野村    |             | 桜井村          | 猿島郡 に編入    | 桜井村           | 総和村           | 町制            | 古河市           | 古河市 |

## 大字
- 高野（こうや）
- 久能（くのう）
- 柳橋（やぎはし）
- 葛生（かずろう）
- 下大野（しもおおの）

## 人口・世帯

### 人口
総数 [単位： 人]
| 1891年（明治24年） | 2,403 |
| 1920年（大正 9年） | 3,809 |
| 1935年（昭和10年） | 4,106 |
| 1950年（昭和25年） | 5,099 |

### 世帯
総数 [単位： 世帯]
| 1920年（大正 9年） | 607 |
| 1935年（昭和10年） | 641 |
| 1950年（昭和25年） | 798 |